# پرواز شماره ۱۸۲ خطوط هوایی هند
پرواز شماره ۱۸۲ خطوط هوایی هند (انگلیسی: Air India Flight 182) پرواز این شرکت هواپیمایی در مسیر تورنتو مونترال-لندن-دهلی بود که بر اثر انفجار یک بمب، هواپیما در آسمان منهدم شد.

## حادثه و تلفات
در تاریخ ۲۳ ژوئن ۱۹۸۵، جت بوئینگ 747-237B شرکت هواپیمایی هند حین پرواز بر فراز کشور ایرلند با انفجار بمبی در داخل هواپیما در ارتفاع ۳۱۰۰۰ فوتی (۹٬۴۰۰ متری) منهدم شد و به سمت اقیانوس اطلس سقوط کرد. در مجموع ۳۲۹ نفر کشته شدند، که از جمله شامل ۲۶۸ شهروند کانادایی، ۲۷ شهروند بریتانیایی و ۲۴ شهروند هندی بود.

## شرح واقعه

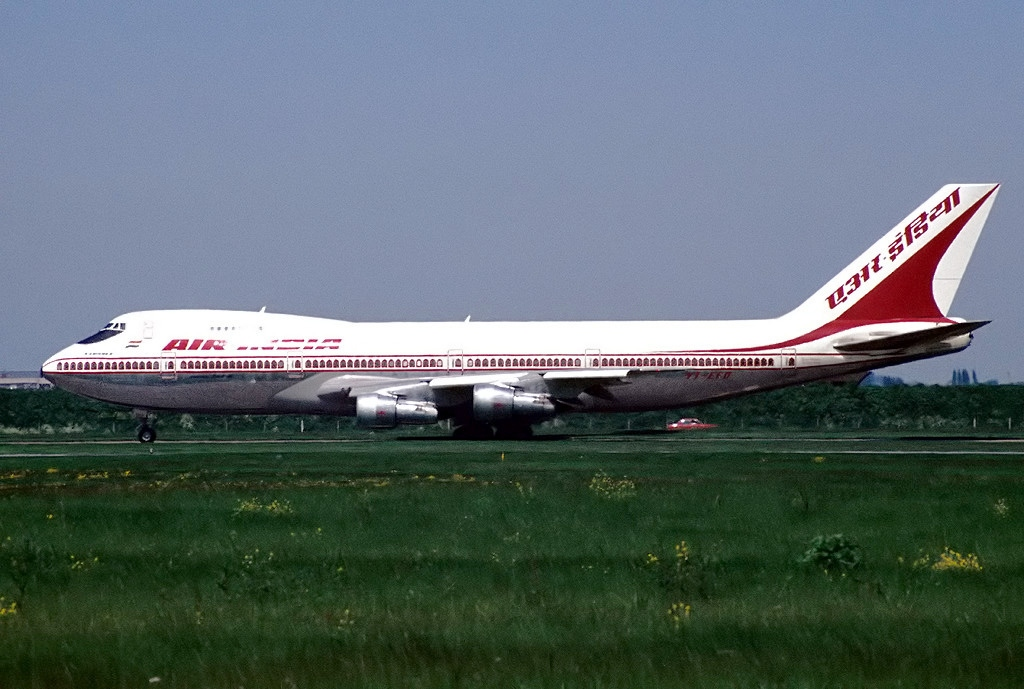
جت بوئینگ 747-237B

انفجار پرواز شماره ۱۸۲ خطوط هوایی هند همزمان بود با بمب‌گذاری در فرودگاه ناریتای توکیو رخ داد. محققان به این نتیجه رسیدند که این دو واقعه با هم ارتباط داشتند و مسببان بمب‌گذاری‌ها هدف مشترکی را دنبال می‌کردند. در هرحال، بمبی که در فرودگاه ناریتا ژاپن منفجر شد، قبل از اینکه بارگیری‌ای روی هواپیما انجام گیرد رخ داد و صدمات جانی در پی نداشت.
کانادا به موجب حکم قانونی دادگاه، مظنونان اصلی در این بمبگذاری‌ها را اعضای گروه ستیزه‌جوی سیک که با نام بابر خالسا هستند معرفی کرد. به نظر می‌رسد این حملات که علیه دولت هند صورت گرفت، اقدامی تلافی جویانه علیه عملیات ستاره آبی بود که توسط نخست‌وزیر هند ایندیراگاندی فرمانش صادر شده بود. به موجب آن ارتش هند برای خروج ستیزه‌جویان سیک که داخل معبد طلایی بست نشسته بودند وارد شد تا آنها را از معبد خارج کند.
اگر چه برای محاکمه مظنونان بمب‌گذاری پرواز شماره ۱۸۲ خطوط هوایی هند تعداد انگشت شماری از اعضای سیک دستگیر و محاکمه شدند، اما تنها فردی که در این پرونده محکوم شد و حکم گرفت، ایندرجیت سینگ ریات بود که دارای ملیت کانادایی است و در سال ۲۰۰۳ به جرم قتل‌عام سرنشینان پرواز ۱۸۲ گناهکار شناخته شد. وی به خاطر حمل بمب‌هایی که در پرواز شماره ۱۸۲ هواپیمایی هند و در انفجار ناریتا استفاده شده بود، به پانزده سال زندان محکوم شد.